# Boulevard Provencher
Pour les articles homonymes, voir Provencher (homonymie).
 (octobre 2010).
Si vous disposez d'ouvrages ou d'articles de référence ou si vous connaissez des sites web de qualité traitant du thème abordé ici, merci de compléter l'article en donnant les références utiles à sa vérifiabilité et en les liant à la section « Notes et références ».
Le boulevard Provencher est un boulevard principalement résidentiel de Brossard sur la Rive-Sud de Montréal.

## Situation et accès
Le boulevard Provencher débute sur le boulevard Lapinièreet se termine au boulevard Marie-Victorin (voie de service sud de l'autoroute 20 / route 132)en traversant les secteurs "P" et "V". Le boulevard Plamondon qui débute sur le boulevard Provencher mène au boulevard Simard de la ville voisine Saint-Lambert.

## Origine du nom
Il fait référence à Joseph-Norbert Provencher, premier évêque de Saint-Boniface.

## Historique
Le boulevard a été aménagé dans les années 1960.

## Bâtiments remarquables et lieux de mémoire
- Mail Champlain